# Vương tôn Richard, Công tước xứ Gloucester
Vương tôn Richard, Công tước xứ Gloucester (Richard Alexander Walter George, sinh ngày 26 tháng 8 năm 1944) là cháu của Vua George V và Mary xứ Teck và là con trai của Vương tử Henry, Công tước xứ Gloucester và Vương tức Alice, Công tước phu nhân xứ Gloucester. Ông thừa kế tước vị Công tước xứ Gloucester sau khi thân phụ ông qua đời năm 1974. Ông hiện xếp thứ 27 trong dòng kế vị ngai vàng của Hoàng gia Anh. Công tước xứ Gloucester thực hiện nghĩa vụ vương thất thay mặt cho người chị họ của mình, Nữ vương Elizabeth II.

## Tiểu sử

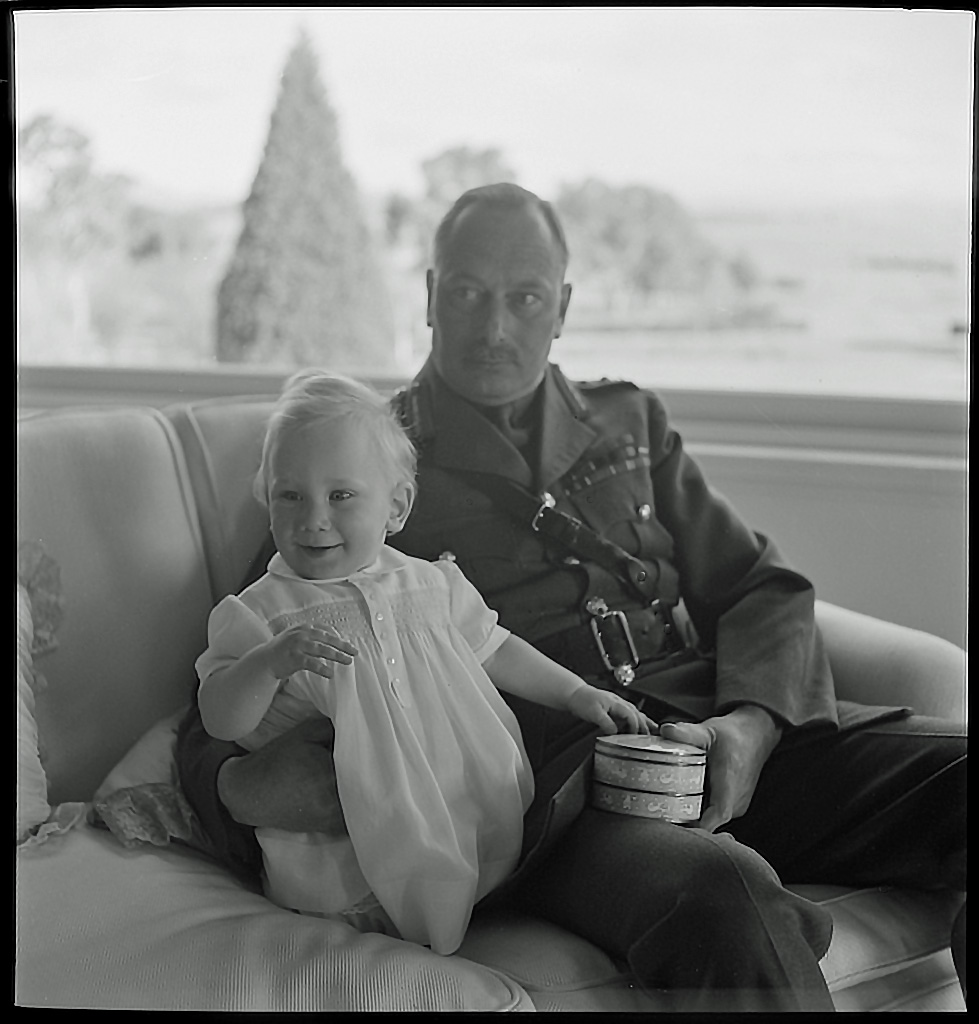
Richard và cha, Vương tử Henry, tháng 8 năm 1945

Richard sinh ngày 26 tháng 8 năm 1944 lúc 12:15 chiều tại Viện dưỡng lão St Matthew ở Northampton, nước Anh là người con thứ 2 của Vương tử Henry, Công tước xứ Gloucester và vợ ông Công nữ Alice và là cháu nội trai thứ 4 của Vua George V. Là cháu của Quốc vương Anh ông xuất hiện trước công chúng với tư cách là một Vương tử của nước Anh từ khi chào đời. Vào thời điểm sinh ra ông đứng thứ 5 trong dòng kế vị ngai vàng Anh. Ông đã được rửa tội tại Nhà nguyện Hoàng Gia Royal Chapel of All Saints bởi Tổng giám mục Cosmo Gordon Lang.

### Giáo dục
Như một thông lệ của tầng lớp thượng lưu vào thời điểm đó, Richard được dạy học ở nhà bởi một gia sư cho đến khi ông học trung học tại Trường Wellesley House và nối gót theo cha và anh trai là Vương tôn William học tại Eton College.
Ở tuổi 19 ông học kiến trúc tại Cao đẳng Magdalene, Cambridge và tốt nghiệp năm 1966. Năm 1967, tại Cambridge ông hoàn thành bằng thạc sĩ kiến trúc vào tháng 6 năm 1969.

## Tước vị
- 26 tháng 8 năm 1944 – ngày 10 tháng 6 năm 1974: His Royal Highness Prince Richard of Gloucester (Vương tôn Richard xứ Gloucester Điện hạ)
- 10 tháng 6 năm 1974 – nay: His Royal Highness The duke of Gloucester (Công tước xứ Gloucester Điện hạ)